# Ghiyas
Ghiyas (persiska: قِياس بالا, قياسِ بالا, قیاسی, Qīās-e Bālā, قَياس, Qīāsī, قياس) är en ort i Iran.   Den ligger i provinsen Västazarbaijan, i den nordvästra delen av landet, 700 km nordväst om huvudstaden Teheran. Ghiyas ligger 979 meter över havet och antalet invånare är 256.
Terrängen runt Ghiyas är platt åt nordost, men åt sydväst är den kuperad. Runt Ghiyas är det ganska glesbefolkat, med 39 invånare per kvadratkilometer. Närmaste större samhälle är Bāsh Kahrīz, 12,9 km sydväst om Ghiyas. Trakten runt Ghiyas består i huvudsak av gräsmarker.